# BSAB-systemet
BSAB-systemet är en gemensam struktur för information i byggsektorn. Systemet består av koder bestående av en serie bokstäver och siffror med tillhörande rubrik som betecknar olika typer av byggdelar eller produktionsresultat. BSAB-systemet används i AMA (Allmän material- och arbetsbeskrivning), som kan användas som underlag till att upprätta tekniska beskrivningar.
Namnet kommer från Byggandets Samordning AB, det företag som utgav AMA 1972 och då införde BSAB-systemet i stället för SfB-systemet, som hade använts i tidigare AMA-generationer. Utgivningen av AMA och förvaltningen av BSAB-systemet övertogs 1976 av Svensk Byggtjänst.
BSAB-systemet baseras på principerna i SS-ISO 12006-2:2015. Samma principer används i CoClass, som är ett klassifikationssystem som gavs ut i en första version i oktober 2016. Det har övertagit tabellen för produktionsresultat från BSAB, men övriga tabeller är helt omarbetade.

## Historik
BSAB startade 1965 som dotterbolag till AB ByggAMA och hette då Byggnadsindustrins datacentral. Det blev fristående 1968 och 1970 ombildades det till Byggandets samordning BSAB.

## Fotnoter och källor
1. 1 2 3  BSAB 96, s. 21.
2. ↑  BSAB 96, s. 20.
3. ↑  ”Strukturering av information om byggnadsverk - Del 2: Ramverk för klassificering (av information)”. SIS. https://www.sis.se/produkter/byggnadsmaterial-och-byggnader/byggnadsindustrin/allmant/ss-en-iso-12006-22020/. Läst 8 december 2022.
4. ↑  BSAB Information 1 1970.

- BSAB 96: system och tillämpningar (3., [uppdaterade] uppl.). Stockholm: Svensk byggtjänst. 2005. Libris 9855813. ISBN 91-7333-096-5.